# السناري
السنارية هي قرية من فئة (ب) تقع في محافظة الدوادمي، التابعه لمنطقة الرياض في السعودية وتبعد السنارية عن الدوادمي 1 ساعة 28 دقيقة (106.7 كم) عبر المسار 5630 والمسار 5601 
السنارية، هي قرية من فئة (ب) تقع في محافظة الدوادمي، والتابعة لمنطقة الرياض في السعودية. وتبعد السنارية عن محافظة الدوادمي بمسافة تقارب (100) كم.<ref>مجموعة من المؤلفين، إصدار إمارة منطقة الرياض (1999م 1419 هـ). كتاب منطقة الرياض، دراسة تاريخية وجغرافية واجتماعية، الجزء الأول، المقدمة والتعريف بمنطقة الرياض (باللغة العربية) (الطبعة الأولى). الرياض، السعودية: مكتبة الملك فهد الوطنية